# Неокастро, Бартоломео ди
Бартоломео ди Неокастро, или Варфоломей из Неокастро (итал. Bartolomeo di Neocastro, фр. Barthélémy de Messine, лат. Bartholomaeus de Neocastro, или Bartholomaeus Neocastrensis Messanensis; около 1240, Мессина — 1294 или 1295) — сицилийский хронист, правовед, городской судья Мессины, автор «Истории Сицилии» (лат. Historia Sicula), один из летописцев войны «Сицилийской вечерни» (1282—1302).

## Биография
Сведений о его жизни немного, помимо отдельных упоминаний в архивных документах, они основываются на отрывочных указаниях в его собственных сочинениях. Считается, что он родился около 1240 года в знатной мессинской семье, имевшей калабрийские корни и, вероятно, происходившей из Неокастро (совр. провинция Катандзаро).
Получил неплохое образование, в частности, изучал латынь и право. Отождествление его с одноимённым переводчиком при дворе короля Манфреда Сицилийского (1258—1266) в Палермо, несомненно, знавшим греческий и переведшим труды Аристотеля, Гиппократа и Теофраста, до сих пор не получило достаточных подтверждений.
Первые достоверные сведения о нём в Мессине относятся к концу 1260-х годов, когда он занимал должность в администрации городской коммуны, получив известность в качестве опытного юриста. В 1273 году в качестве судьи включён был маршалом Сицилийского королевства и викарием короля Карла Адамом Морье (фр. Adam Morhier) в состав комиссии по расследованию деятельности местных сборщиков податей, а в 1277 году участвовал в суде над последними. Его подпись в качестве судьи по контрактам (лат. iudex Messanae) стоит под несколькими сохранившимися документами от 25 июня 1274 года, 2 ноября 1275 года, 10 ноября 1276 года, 15 сентября 1281 года и 10 мая 1282 года.
После свержения власти анжуйцев в ходе восстания в Палермо 30 марта 1282 года, получившего название «Сицилийской вечерни» (итал. Vespri siciliani), поддержал аналогичное восстание в Мессине 28 апреля того же года. Несмотря на то, что личного участия в нём не принял, благодаря своему авторитету назначен был одним из четырёх канцлеров мессинской братской коммуны, наряду с другими местными судьями Рейнальдо да Лимоджа, Никколо Сапорито и Пьетро Ансалано, после чего стал свидетелем осады города войсками короля Карла Анжуйского.
Перейдя на службу к захватившим на острове власть королям Арагона Педро III и Хайме II, выполнял их ответственные поручения. В начале октября 1282 года назначен был королём Педро начальником над портами и прокурором восточной Сицилии, но в должности своей оставался недолго, поскольку фигурирует в ней лишь в пяти налоговых документах, подписанных между 11 и 26 октября, тогда как в документе от 9 ноября вместо него уже упоминается Руджиеро де Мауро из Кастроджиованни.
В феврале 1286 года отвечал за сбор налогов в Палермо в качестве patronus fisci, присутствуя вместе с рядом видных сицилийских чиновников на коронации Хайме II (под именем Хайме I) в Палермо. Спустя несколько месяцев был послан новым королём, вместе с Джильберто ди Кастеллетто, с неудачной дипломатической миссией к папе Гонорию IV, отказавшемуся признать права арагонского дома на сицилийский престол и предавшего Хайме анафеме.
19 февраля 1287 года подписал в качестве свидетеля составленный по приказу канцлера Сицилии Джованни да Прочида акт, согласно которому старший сын и наследник покойного короля Педро III Альфонсо III уступал свои права на остров своему брату Хайме II. В 1288 году вместе с королевским двором и армией отправился на материк, и в июле-августе присутствовал при осаде Гаэты.  

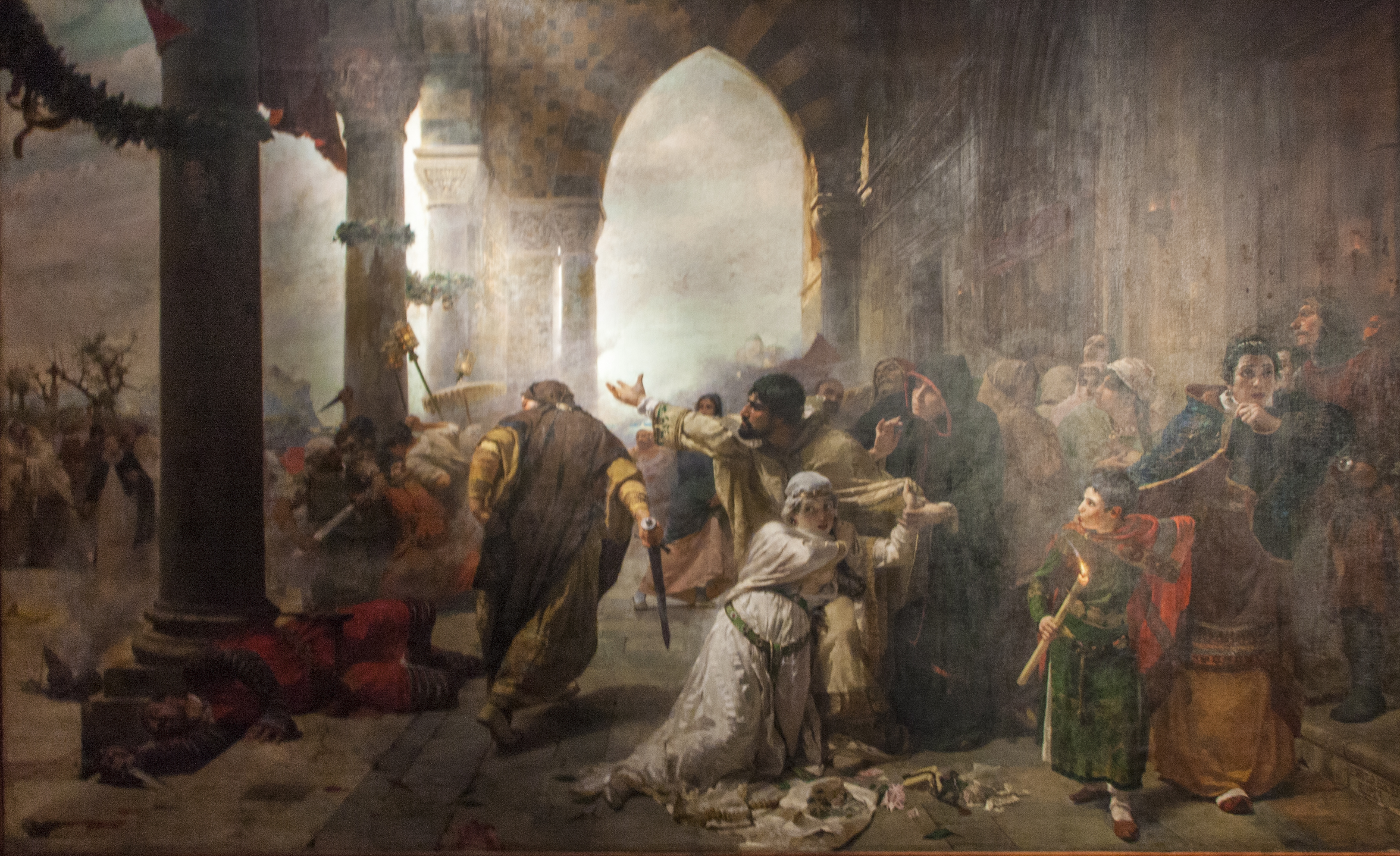
Эруло Эроли. «Сицилийская вечерня» (1891)

14 июня 1290 года подписал как свидетель два акта, обязывавших короля Хайме жениться на Гильеме Монкада, дочери Гастона Беарнского, вскоре после чего стал верховным королевским судьёй (лат. iudex magne regie curie), оставаясь в этой должности до 26 сентября 1293 года.
После этой даты никаких известий о нём нет, доведя свою хронику до лета 1294 года, он, вероятно, не позже июня 1295 года скончался в Мессине и был похоронен в кафедральном соборе Санта-Мария-Ассунта, где его могила после катастрофического землетрясения 1908 года была утрачена.

## Сочинения
Будучи очевидцем важнейших событий своего времени, уважаемым членом мессинской городской коммуны и приближенным арагонских монархов, Бартоломео, несомненно, также имел доступ к документам городских архивов и королевской канцелярии, что позволило ему на исходе лет заняться историческими исследованиями.
Основным его трудом стала «История Сицилии» (лат. Historia Sicul) в 124 книгах, охватывающая события на острове и в сопредельных странах с 1250 по лето 1293 года, со смерти Фридриха II Гогенштауфена до посольства сицилийцев в Барселону к Хайме II Арагонскому.
Изначально хроника, как это следует из предисловия, написана была Бартоломео в ритмических стихах в 1283—1285 годах для своего малолетнего сына, и лишь в 1294—1295 годах изложена латинской прозой. Стихотворный вариант не дошёл до нас, но известен был ещё арагонскому историку XVI столетия Херонимо Сурита, использовавшему её в своих трудах, и сицилийскому историку и богослову XVII века уроженцу Мессины Антонино Амико, безуспешно пытавшемуся её опубликовать. Насколько мы можем судить сегодня, в основе стихотворной версии лежали события осады Мессины анжуйцами в августе 1282 года, прибытие на помощь к осаждённым Педро Арагонского, его коронация и возвращение на родину.
Будучи современником описываемых событий, непосредственного участия в большинстве из них Бартоломео, скорее всего, не принимал, однако, будучи внимательным наблюдателем и обстоятельным рассказчиком, он сумел достаточно подробно, хотя и не всегда объективно, осветить предпосылки и обстоятельства и самого восстания на Сицилии 1282 года, и последовавшей за ним войны за остров между Анжуйским и Арагонским домами, приведя в своей хронике немало ценных подробностей.
Недвусмысленно указывает он на возможную причастность императора Михаила Палеолога к восстанию в Палермо, отметив очевидные провизантийские настроения его участников, обвинявших Карла Анжуйского в том, что он «поднял разбойничий крест против друзей наших греков» (лат. amicos nostros Danaos).
Подробно описывает он осады Мессины, Аугусты и Гаэты, морское сражение при Неаполе 1284 года, вопреки другим источникам, называя спасительницей разгромленного в ней Карла Салернского королеву Констанцию II, укрывшую его от сицилийцев в замке Чефалу. Также подробно излагает он обстоятельства неудачной миссии в Рим к папе Гонорию IV (1286), в которой он участвовал лично, а также посольства сицилийцев 3 июля 1293 года в Барселону к королю Хайме II, собиравшемуся подписать с Карлом II Анжуйским перемирие, с перспективой возвращения Сицилии анжуйцам или передачи её папе.
Вопрос о датировке окончания работы Бартоломео над хроникой остаётся дискуссионным, поскольку в приведённой им речи посла от Мессины Пандольфо ди Фальконе, произнесённой перед Хайме, содержатся недвусмысленные ссылки на брак последнего с Бланкой Анжуйской, состоявшийся лишь в ноябре 1293 года, а также на переговоры о предоставлении его брату Федериго титула римского сенатора, начавшиеся в мае 1294 года.
Насыщенное фактами сочинение Бартоломео содержит немало неточностей, обусловленных, вероятно, недостатком источников. Так, взяв на себя изложение генеалогии императора Фридриха II, он называет его не внуком, а «сыном» Фридриха I Барбароссы, в то время как в реальности его родителями были Генрих VI Гогенштауфен и Констанция де Отвиль. В другом случае он ошибается в отношении второй жены Фридриха II, Иоланты Бриенской, дочери Иерусалимского короля Иоанна Бриенского (1210—1225), называя её «второй Констанцией».
Многие сведения Бартоломео, особенно в отношении удалённых событий, нуждаются в проверке независимыми источниками, среди которых, прежде всего, следует назвать сочинения каталонских хронистов второй половины XIII века Берната Десклота и Рамона Мунтанера, «Всемирную хронику» французского историка Гийома де Нанжи (1300) и «Новую хронику» флорентийца Джованни Виллани (1348).
Не вызывает сомнений, что дальнейшее изучение труда Бартоломео ди Неокастро с применением современных методов источниковедческого и литературоведческого анализа позволит взглянуть на него как не только на ценный исторический источник, но и интересный литературный памятник своего времени.

## Издания
Впервые «Историю Сицилии» ди Неокастро издал в 1728 году в Палермо историк и архивист Джованни Мария Амато, в приложении к своему труду по истории местного кафедрального собора, по лучшей из рукописей, хранящейся ныне в Центральной библиотеке Сицилии (MS XIII. F.13). В 1729 году его опубликовал в Милане в 13 томе «Rerum Italicarum Scriptores» церковный историк Лудовико Антонио Муратори по другой рукописи, полученной им от мессинского юриста Паоло Аглиоти, обнаружившего её под алтарём собора местного монастыря Сантиссимо-Сальваторе.
В 1791 году она переиздана была в Палермо в I томе «Bibliotheca scriptorum qui res in Sicilia gestas sub Aragonum imperio retulere» под редакцией Росарио Грегорио, а в 1868 году её опубликовал Джузеппе Дель Ре в томе II издания «Летописцы и современники нормандского господства в королевстве Апулия», снабдив итальянским переводом.
В 1922 году в Болонье вышло лучшее критическое издание хроники, заново отредактированное Дж. Паладино для части 3-й XIII тома новой серии «Rerum Italicarum Scriptores».

## Публикации
- De principe templo Panormitano libri XIII. In quibus ostenditur Panormitana Cathedra a S. Petro Apostolo instituta... auctore P. Joanne Maria Amato,... In calce... in lucem prodit Bartholomaei de Neocastro,... historia sui temporis, ab anno 1250 ad usque annum 1294. — Panormi: Ex typog. Joannis Baptistae Aiccardo, 1728. — [4], 739, [1] p. (coll. 1007-1196)
- Bartholomaei de Neocastro. Historia Sicula ab anno MCCL ad MCCXCIII // Bibliotheca Scriptorum Qui Res In Sicilia Gestas Sub Aragonum Imperio retulere, ed. Rosarius Gregorio. — Tomus I. — Panormi, 1791. — pp. 1–240.
- Bartolomeo da Neocastro. Historia Sicula, ed. Giuseppe Paladino // Rerum Italicarum scriptores. — Tomo XIII. — Parte 3. — Bologna: Nicola Zanichelli, 1922. — xxvi, 192 p.